# 佐伯孝夫
佐伯 孝夫（さえき たかお、1902年11月22日 - 1981年3月18日）は、日本の作詞家。
東京市出身。本名、和泉 孝夫（いずみ たかお）。

## 略歴
早稲田大学文学部仏文科卒業。在学中西條八十に師事し、その主宰する雑誌『白孔雀』『愛誦』に詩を発表していた。1931年に国民新聞社（現在の東京新聞社）入社、1937年には東京日日新聞（現在の毎日新聞社）へと移る。1939年、ビクターレコード専属作詞家となる。西條八十門下生の1人。
戦前は、佐々木俊一と組み、多くを灰田勝彦や小畑実に作品を提供。戦後は、作曲家・吉田正とコンビを組み、『有楽町で逢いましょう』、『東京ナイト・クラブ』、『潮来笠』、『いつでも夢を』（第4回日本レコード大賞受賞曲）、『恋をするなら』など数々のヒット曲を生み出した。また戦前に『イーグルス応援歌』、戦後に『輝けロビンス』および『南海ホークスの歌』とプロ野球の球団歌を複数手掛けている。
1981年3月18日、食道癌のため死去。享年80（満78歳没）。1980年12月31日のレコード大賞への電話出演が公の場に出た最後となった。墓所は九品寺(東京都葛飾区堀切6-22-16)にあり、多磨霊園(21-2-21)にも分骨されている。
なお『ちいさい秋みつけた』などで知られる作詞家のサトウハチローとは交流が深かった。

## 代表曲
- さくら音頭（作曲：中山晋平、歌：小唄勝太郎、三島一声、徳山璉、1934年3月）
- さらば青春（作曲：加藤しのぶ、歌：藤山一郎、1934年6月）
- 無情の夢（作曲：佐々木俊一、歌：児玉好雄、1935年5月）
- とんがらがっちゃ駄目よ（作曲：三宅幹夫、歌：渡辺はま子、1936年9月）
- 熱海ブルース（作曲：塙六郎、歌：由利あけみ、1939年5月）
- 燦めく星座（作曲：佐々木俊一、歌：灰田勝彦、1940年3月）
- 森の小径（作曲：灰田晴彦、歌：灰田勝彦、1940年10月）
- 愛馬とともに (作曲 :佐々木俊一、歌 :楠木繁夫、 1941年3月)
- 明日はお立ちか（作曲：佐々木俊一、歌：小唄勝太郎、1942年3月）
- マニラの街角で（作曲：清水保雄、歌：灰田勝彦、歌上艶子、1942年7月）
- 新雪（作曲：佐々木俊一、歌：灰田勝彦、1942年8月）
- 鈴懸の径（作曲：灰田晴彦、歌：灰田勝彦、1942年9月）
- 婦系図の歌（作曲：清水保雄、歌：小畑実、藤原亮子、1942年9月）
- バダビアの夜は更けて（作曲：清水保雄、歌：灰田勝彦、1942年12月）
- 勘太郎月夜唄（作曲：清水保雄、歌：小畑実、藤原亮子、1943年1月）
- 若い力（作曲：高田信一、第2回国民体育大会・大会歌、1947年）
- 東京の屋根の下（作曲：服部良一、歌：灰田勝彦、1948年12月）
- 三味線ブギウギ（作曲：服部良一、歌：市丸、1949年3月）
- 月よりの使者（作曲：佐々木俊一、歌：竹山逸郎、藤原亮子、1949年3月）
- 銀座カンカン娘（作曲：服部良一、歌：高峰秀子、1949年4月）
- 夜来香（作曲：黎錦光、山口淑子（李香蘭）、1950年1月）
- 火の鳥（作曲：佐々木俊一、歌：渡辺はま子、宇都美清、1950年10月）
- 桑港のチャイナタウン（作曲：佐々木俊一、歌：渡辺はま子、1950年11月）
- ミネソタの卵売り（作曲：利根一郎、歌：暁テル子、1951年2月）
- アルプスの牧場（作曲：佐々木俊一、歌：灰田勝彦、1951年5月）
- 野球小僧（作曲：佐々木俊一、歌：灰田勝彦、1951年9月）
- 白樺の小径（作曲：佐々木俊一、歌：淡谷のり子、1951年10月）
- 弥太郎笠（作曲：吉田正、歌：鶴田浩二、1952年12月）
- ハワイの夜（作曲：司潤吉、歌：鶴田浩二、1953年1月）
- 花の三度笠（作曲：吉田正、歌：小畑実、1953年9月）
- 弁天小僧（作曲：吉田正、歌：三浦洸一、1955年4月）
- ゴジラさん / うちのアンギラス（作曲：吉田正、歌：青木晴美、1955年6月）[2]
- 東京の人（作曲：吉田正、歌：三浦洸一、1956年5月）
- 哀愁の街に霧が降る（作曲：吉田正、歌：山田真二、1956年6月）
- ああダムの町（作曲：吉田正、歌：三浦洸一、1956年12月）
- 東京午前三時（作曲：吉田正、歌：フランク永井、1957年3月）
- 郵便船が来たとヨー（作曲：吉田正、歌：三浦洸一、1957年6月）
- 有楽町で逢いましょう（作曲：吉田正、歌：フランク永井、1957年11月）
- 西銀座駅前（作曲：吉田正、歌：フランク永井、1958年6月）
- 好きな人（作曲：吉田正、歌：藤本二三代、1958年11月）
- 有楽町0番街（作曲：吉田正、歌：フランク永井、1958年11月）
- 俺は淋しいんだ（作曲：渡久地政信、歌：フランク永井、1958年11月）
- 泣けるうちゃいいさ（作曲：吉田正、歌：和田弘とマヒナスターズ、1959年7月）
- 東京ナイト・クラブ（作曲：吉田正、歌：フランク永井、松尾和子、1959年7月）
- グッド・ナイト（作曲：吉田正、歌：松尾和子、和田弘とマヒナスターズ、1959年10月）
- 潮来笠（作曲：吉田正、歌：橋幸夫、1960年7月）○本楽曲で橋幸夫が第2回日本レコード大賞新人賞を受賞
- 再会（作曲：吉田正、歌：松尾和子、1960年9月）
- 好き好き好き（作曲：吉田正、歌：フランク永井、1960年9月）
- 東京カチート（作曲：吉田正、歌：フランク永井、1960年11月）
- おけさ唄えば（作曲：吉田正、歌：橋幸夫、1960年10月）
- 喧嘩富士（作曲：吉田正、歌：橋幸夫、1960年11月）
- 木曽ぶし三度笠（作曲：吉田正、歌：橋幸夫、1960年12月）
- 磯ぶし源太 （作曲：吉田正、歌：橋幸夫、1961年3月）○第3回日本レコード大賞（作詞賞受賞曲）
- 南海の美少年（作曲：吉田正、歌：橋幸夫、1961年6月）
- 沓掛時次郎（作曲：吉田正、歌：橋幸夫、1961年7月）
- 江梨子（作曲：吉田正、歌：橋幸夫、1962年2月）
- 悲恋の若武者（作曲：吉田正、歌：橋幸夫、1962年2月）
- 寒い朝（作曲：吉田正、歌：吉永小百合、和田弘とマヒナスターズ、1962年5月）
- 中山七里（作曲：吉田正、歌：橋幸夫、1962年5月）
- 若いやつ（作曲：吉田正、歌：橋幸夫、1962年6月）
- あした逢う人（作曲：吉田正、歌：橋幸夫、1962年8月）
- いつでも夢を（作曲：吉田正、歌：橋幸夫、吉永小百合、1962年9月）○第4回日本レコード大賞受賞曲
- 燃ゆる太陽（作曲：吉田正、早稲田大学創立80周年・応援歌、1962年）
- 花の折鶴笠（作曲：吉田正、歌：橋幸夫、1962年12月）
- 舞妓はん（作曲：吉田正、歌：橋幸夫、1963年1月）
- 伊豆の踊り子（作曲：吉田正、歌：吉永小百合、1963年）
- 若い東京の屋根の下（作曲：吉田正、歌：橋幸夫、吉永小百合、1963年4月）
- お祭り小僧（作曲：吉田正、歌：橋幸夫、1963年5月）
- 白い制服（作曲：吉田正、歌：橋幸夫、1963年8月）
- お嬢吉三（作曲：吉田正、歌：橋幸夫、1963年10月）
- 若い歌声（作曲：吉田正、歌：橋幸夫、吉永小百合、1963年11月）
- 月夜の渡り鳥（作曲：吉田正、歌：橋幸夫、吉永小百合、1963年12月）
- わんわん行進曲（マーチ）：東映映画「わんわん忠臣蔵」主題歌（作曲：中村八大、歌：デューク・エイセス、1963年12月）
- わんわん子守唄：東映映画「わんわん忠臣蔵」挿入歌（作曲：渡辺浦人、歌：松尾和子、1963年12月）
- 赤いブラウス（作曲：吉田正、歌：橋幸夫、1964年1月）
- 花の舞子はん（作曲：吉田正、歌：橋幸夫、1964年3月）
- そこは青い空だった（作曲：吉田正、歌：橋幸夫、吉永小百合、1964年4月）
- 青いセーター（作曲：吉田正、歌：橋幸夫、1964年5月）
- 愛と死のテーマ：映画『愛と死をみつめて』主題歌（作曲：吉田正、歌：吉永小百合、1964年8月）
- 恋をするなら（作曲：吉田正、歌：橋幸夫、1964年8月）○第7回日本レコード大賞（企画賞受賞曲）
- ゼッケンNO.1スタートだ（作曲：吉田正、歌：橋幸夫、1964年9月）○第7回日本レコード大賞（企画賞受賞曲）
- チェッ・チェッ・チェッ -涙にさよならを-（作曲：吉田正、歌：橋幸夫、1964年11月）○第7回日本レコード大賞（企画賞受賞曲）
- 千葉県立小金高等学校・校歌（作曲：吉田正、1965年）
- あの娘と僕（作曲：吉田正、歌：橋幸夫、1965年6月）○第7回日本レコード大賞（企画賞受賞曲）
- 残侠小唄（作曲：吉田正、歌：橋幸夫、1965年11月）
- 奈良の春日野（作曲：大野正雄、歌：吉永小百合、1965年）
- 夢みる港（作曲：吉田正、歌：橋幸夫、吉永小百合、1966年4月）
- 喧嘩笠（作曲：吉田正、歌：橋幸夫、1966年4月）
- 恋と涙の太陽（作曲：吉田正、歌：橋幸夫、1966年6月）
- 勇気あるもの（作曲：吉田正、歌：吉永小百合＆トニーズ、1966年）
- 海に泣いている （作曲：吉田正、歌：トニーズ 1966年）
- シンガポールの夜は更けて（作曲：吉田正、歌：橋幸夫、1966年12月）
- 殺陣師一代（作曲：吉田正、歌：橋幸夫、1967年1月）
- 恋のメキシカン・ロック（作曲：吉田正、歌：橋幸夫、1967年5月）
- 愛の世界  （作曲：吉田正、歌：吉永小百合＆トニーズ、1967年）
- 恋人たち  （作曲：吉田正、歌：吉永小百合＆トニーズ、1967年）
- 佐久の鯉太郎（作曲：吉田正、歌：橋幸夫、1967年10月）
- 花太郎笠（作曲：吉田正、歌：橋幸夫、1968年2月）
- 夜明けの二人（作曲：吉田正、歌：橋幸夫、1968年4月）
- 赤い夕陽の三度笠（作曲：吉田正、歌：橋幸夫、1968年8月）
- 東京ワルツ（作曲：吉田正、歌：フランク永井、1968年9月）
- 乙女川（作曲：吉田正、歌：橋幸夫、1968年11月）
- 新宿サタデー・ナイト（作曲：鈴木庸一、歌：青江三奈、1968年12月）
- 鯉名の銀平（作曲：吉田正、歌：橋幸夫、1969年1月）
- 夜霧のインペリアル・ロード（作曲：渡久地政信、歌：黒沢明とロス・プリモス、1969年8月）
- 人生無情（作曲：吉田正、歌：橋幸夫、1971年10月）
- 日本のこころ（作曲：吉田正、歌：橋幸夫、1973年9月）
- 花の喧嘩旅（作曲：吉田正、歌：橋幸夫、1975年6月）

## 受賞
- 1961年　第3回日本レコード大賞・作詞賞　「磯ぶし源太」（歌・橋幸夫）、「白い花のブルース」（歌・平野こうじ）
- 1962年　第4回日本レコード大賞・大賞　「いつでも夢を」（歌・橋幸夫・吉永小百合）
- 1969年　第11回日本レコード大賞・特別賞
- 1980年　第22回日本レコード大賞・特別賞

## 関連人物
- 西條八十
- サトウハチロー
- 清水保雄